# Король гномів Кайріа

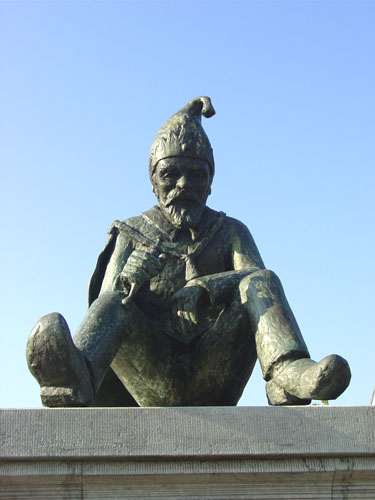
Кайріа, король гном, фольклорний герой Кемпену,Північний Брабант.

Король-гном Kyrië (голландська: Kabouterkoning Kyrië, pronounced: [ˈkiːrijə]) згідно з місцевим фольклором, був королем легендарних гномів (кабутерів), що жили в Кемпені, провінції Північний Брабант, Нідерланди.
Ці гноми мали свій табір у селі Хугелун. З Хугелуна вони часто здійснювали свої набіги на сусідні території. Слідуючи традиції, Кайрій жив на Керкаккерсі в Кабутерберзі (Гном'яча Гора), також відомому як Дуйвельсберг (Чортова Гора), у кургані, розміщеному в лісі Кебош, на північному сході від села Хугелун.
Гноми Кемпену були корисними істотами, що допомагали переважно хліборобам і домогосподарствам у Кемпені, а також у сусідніх землях Пел та Мейєрій. Вони розгулювали у ночі та уникали людей. Якщо ж люди їх помічали, то гноми карали їх. Одна з легенд розповідає про допитливого селянина, який шпигував за гномами та згодом осліп на одне око, як покарання.

## Смерть Короля
Одного дня, Король гномів Кайріа був підстрелений мисливцем у вересових пустках Рітхофена (більшість джерел вказують на зиму 1952/1953 року, деякі записують його смерть до зими 1951/1952 року). 
Поранений король з останніх сил добрався до Чортової Гори, до своїх гномів. Мисливець йшов слідами своєї здобичі, як почув, що шоковані гноми сказали "Кайріа мертвий". Сумна звістка про смерть їх короля швидко розлетілася по всіх поселеннях гномів королівства гномів. Короля поховали десь у селі Хугелун. Після смерті короля всі гноми покинули місцевість, зникнули у невідомому напрямку. З тих пір, ніколи не чув та не бачив гномів Кемпену.

## Пам'ятник
У Хугелуні на площі Валенсплайн у 1985 році встановили сільський насос зі статуєю короля гномів Кіріе. Він був спроектований Губбельсом. 9 квітня 2001 року насос і статуя були перенесені в інше місце на тій самій площі після реконструкції Валенсплайну. У той же час було запроваджено спеціальну гірку "Koning Kyrië Kruidenbitter".
У Хугелуні, на площі Валенсплайн у 1985 році встановили пам'ятник королю Гномів, ним був прикрашений сільський насос. Його творцем був Губбельс. 9 квітня 2001 року насос зі статуєю був перенесений в інше місце на тій самій площі після реконструкції площі.